# Plavi različak
Plavi različak (modra zečina, šemišljika, šemešljika, modrulja; lat. Centaurea cyanus), jednogodišnja zeljasta biljka iz porodice glavočika. Raširena je po južnoj i središnjoj Europi i jugozapadnoj Aziji (Turska, Sirija). 
Ima uspravnu i razgranatu stabljiku, a naraste do 70 cm visine. Korijen je plitak, listovi duguljasti i ušiljeni, te naizmjenični. Cvjetovi plave boje nalaze se na vrhu stabljike.
Nekada je bila česta po obradivim poljima ali je zbog otrovnih herbicida danas rijetka. 
Od cvjetova se radi cvjetna vodica (hidrolat), za njegu kože a blagotvorno djeluje kao oblog za umorne oči i konjuktivitis.
Od Euroipskih zemalja raste u Hrvatskoj, Mađarskoj, Rumunjskoj, Bugarskoj, Grčkoj, Italiji (sa Sicilijom), Albaniji.